# Kiewer Arsenalwerk-Revolte

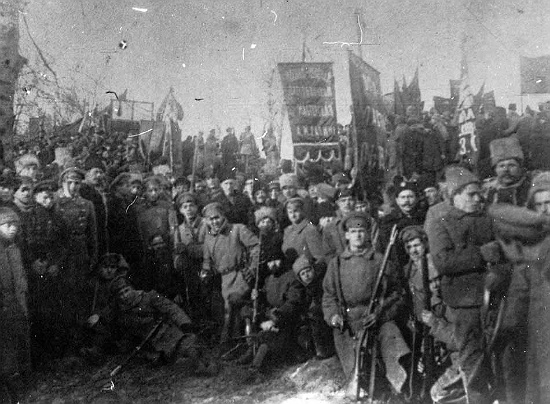
Gruppe von Aufständischen während der Revolte

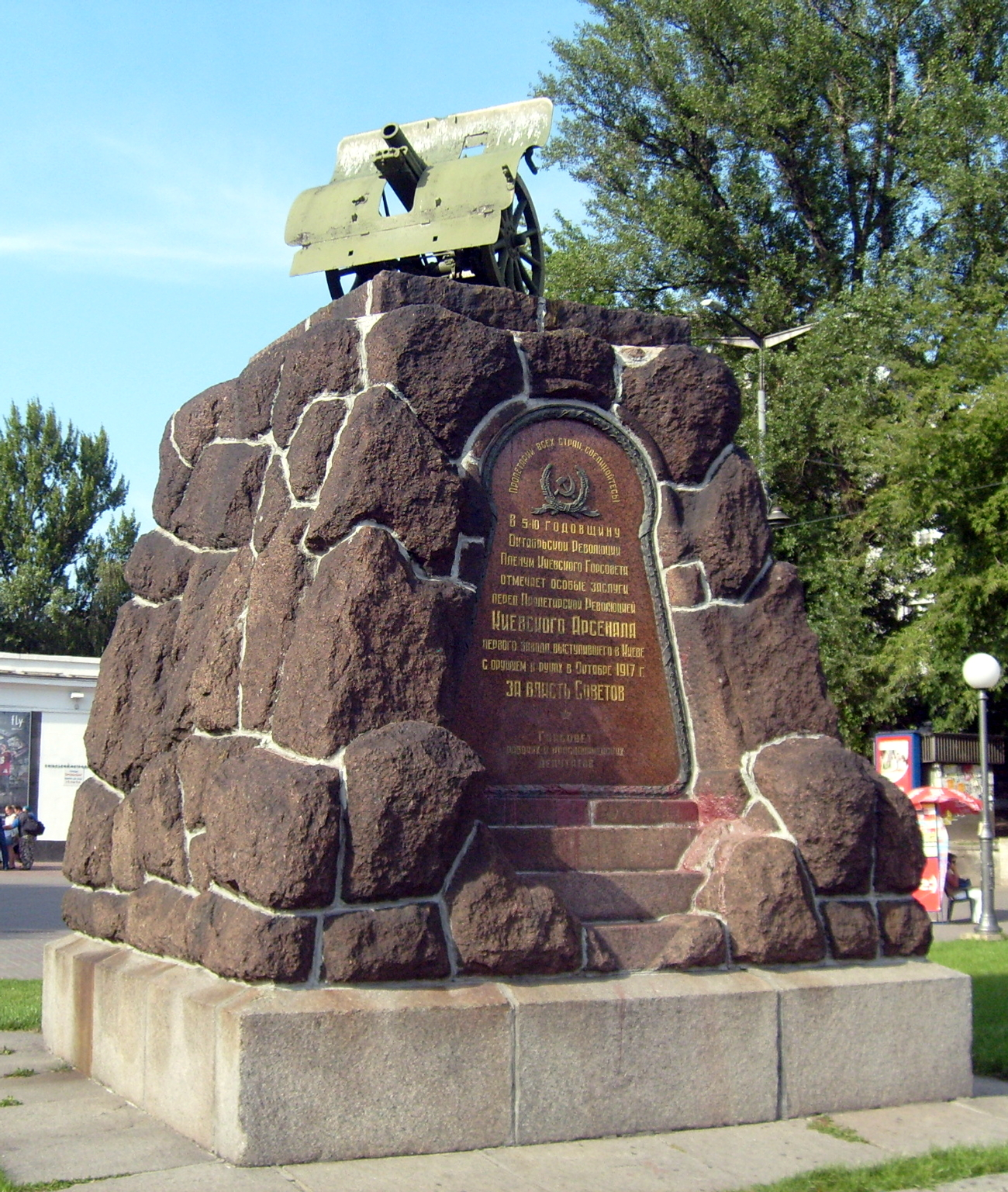
Denkmal der Arsenal-Revolte vor der Metrostation Arsenalna

Die Kiewer Arsenalwerk-Revolte (auch Januaraufstand oder Januarrebellion; ukrainisch Січневе повстання Sitschnewe powstannja) war eine von Bolschewiki organisierte Revolte bewaffneter Arbeiter, die am 29. Januar 1918 während des Bürgerkrieges in Kiew im Arsenalwerk begann und bis zur Erstürmung des Werks durch ukrainische Truppen am 4. Februar 1918 andauerte.

## Verlauf
Die in der Ukraine für den 9. Januar 1918 anberaumten Wahlen zur verfassungsgebenden Versammlung mussten infolge des Bürgerkrieges großenteils ausgesetzt werden, da faktisch die gesamten links-dneprischen Gebiete von den russischen Streitkräften unter der Führung von Wladimir Antonow-Owsejenko besetzt waren. Nachdem das für den 22. Januar vorgesehene Zusammentreffen der Mitglieder der Ukrainischen Verfassungsgebenden Versammlung, die aber nur zum Teil gewählt werden konnten, aufgeschoben wurde, entschieden die Kiewer Bolschewiki, nicht mehr länger zu warten, sondern die eindringenden sowjetrussischen Truppen mittels einer Erhebung zu unterstützen. Die Unruhen sollten begonnen werden, wenn russische Verbände auf Kiew vorrücken, um dadurch ukrainische Militäreinheiten von der Front abzuziehen und im innerstädtischen Konflikt zu binden. In anderen Städten wie etwa Jekaterinoslaw, Odessa, Mykolajiw und Jelisawetgrad wurde ähnlich vorgegangen, um den Vormarsch der Roten Armee zu unterstützen. Als Zentrum der Erhebung wurde das Arsenalwerk gewählt. Die Anführer der Revolte waren Jan Hamarnyk, Oleksandr Horwiz, Andrij Iwanow und Isaak Kreisberg. In derselben Nacht des 28. Januar schlossen sich die Arbeiter mehrerer anderer Fabriken sowie Soldaten der Regimenter Bohdaniw, Schewtschenko und Sahaydatschny den Arsenalarbeitern an.
Am 29. Januar brachten die Aufständischen unter anderem den Bahnhof, zahlreiche Polizeiwachen und öffentliche Einrichtungen unter ihre Kontrolle. Am folgenden Tag war die ganze Stadt durch einen Generalstreik paralysiert, Versorgungseinrichtungen und der öffentliche Verkehr brachen zusammen. Die  Zentralversammlung der Ukraine hatte keinerlei Einfluss mehr auf die meisten Heeresverbände, von denen sich viele weigerten, einzugreifen. Die ukrainische Regierung wurde nur noch von einzelnen Teilen des Bohdaniw-Regiments, des Polubotko-Regiments und des Bohun-Regiments sowie einem Kurin von Sitsch-Schützen und den Frei-Kosaken unterstützt.
Am 1. Februar proklamierte die Zentralversammlung, dass sie die volle Kontrolle über die Stadt habe, und forderte die Arbeiter auf, den Aufstand zu beenden. Sie stellte eine Reihe sozialer und wirtschaftlicher Reformen in naher Zukunft in Aussicht. Als am nächsten Tag die Verbände des militärischen Oberbefehlshabers Symon Petljura in die Stadt eindrangen und auch das Regiment von Wsewolod Petriw von der Nordfront in Richtung Kiew abgezogen wurde, erfolgte der Gegenschlag. Am 2. Februar war der Aufstand größtenteils niedergeschlagen, wobei der Hauptwiderstand im Arsenalwerk geleistet wurde. Die Truppen Petljuras konnten die Fabrik schließlich nach schweren Kämpfen am Morgen des 4. Februar einnehmen. Sowjet-Historiker behaupteten, die Streitkräfte Petljuras hätten 300 Verteidiger des Arsenalwerks im Hof der Fabrik getötet. Infolge der Niederschlagung des Aufstandes war der Widerstand Petljuras derart geschwächt, dass die Kiew belagernde Rote Armee noch am selben Tag bei Darnyzja in die Stadt eindringen konnte und die gesamte Stadt bis zum 7. Februar unter ihre Kontrolle brachte, obschon noch einige Tage vereinzelt kleinere Scharmützel stattfanden.

## Nachwirkung
Dem ukrainischen Regisseur Oleksandr Dowschenko diente die Kiewer Arsenalwerk-Revolte als Grundlage für seinen 1928 gedrehten Film-Klassiker Arsenal. Drei Jahre vor Dowschenko hatte schon Les Kurbas die Erstürmung des Arsenalwerks zum Gegenstand eines Films gemacht.